# ییندریش فلد
ییندریش فلد ( Jindřich Feld) آهنگساز چک در ۱۹ فوریه ۱۹۲۵ در پراگ به دنیا آمد و در ۸ ژوئیه ۲۰۰۷ در پراگ درگذشت.

## برخی از آثار
- سه سمفونی
- سونات گیتار
- سونات پیکولو
- سونات آلتو
- شش چهارنوازی برای سازهای زهی
- پنج نوازی برای سازهای بادی
- سه نوازی برای ابوا، کلارینت و فاگوت
- کنسرتوهایی برای فلوت، ساکسفون، ابوا،

فاگوت، ترومبون، آکوردئون، هارپ، ویلن، آلتو، پیانو

## شنیدن آثار
- youtube
- deezer[پیوند مرده]